# ژولین فروند
ژولین فروند (به فرانسوی: Julien Freund)، فیلسوف و جامعه‌شناس فرانسوی در ۸ ژانویه ۱۹۲۱، در آنریدرف زاده شد و در ۱۰ سپتامبر ۱۹۹۳ در کولمار درگذشت. پیر آندره تاگویف، فروند را یک «لیبرال - محافظه‌کار ناراضی» نامید زیرا فرانسه را با ایده‌های ماکس وبر آشنا کرد. کار او به عنوان یک جامعه‌شناس و نظریه‌پرداز سیاسی ادامه کارل اشمیت است. فروند مانند بسیاری از متولدین این منطقه به زبان آلمانی مسلط بود و بنابراین بسیاری از آثار خود را به هر دو زبان منتشر کرد. آثار او به حدود ۲۰ زبان ترجمه شده‌است.

## زندگی‌نامه
فروند که در ۸ ژانویه ۱۹۲۱ در آنریدرف (موزل) از مادری دهقان و پدری سوسیالیست از طبقه کارگر زاده شده بود، بزرگ‌تر از شش خواهر و برادرش بود. وقتی پدرش درگذشت، مجبور شد تحصیلات را رها کند. در ۱۷ سالگی معلم و در زادگاهش دبیر شورای شهر شد.
برادرش آنتوان، به خدمت سربازی رفت و در ورماخت، در نبرد اورل در روسیه مجروح شد و سپس از سربازی فرار کرد در واقع باید خانواده‌اش تبعید می‌شد تا به مقاومت در لورن کمک کنند. ولی آنها توانستند اسناد مربوط به فرارش را از بین ببرند که در گشتاپو نگهداری می‌شد.

### شغل دانشگاهی
او در جوانی در همارتینگ (موزل) معلم شد. سپس پی در پی استاد فلسفه شد: کالج منگین در ساربورگ (۱۹۴۶–۴۹)، دبیرستان فابرت در متز (۱۹۴۹–۵۳) و دبیرستان نوما-دنی فوستل دو کولانژ در استراسبورگ (۱۹۵۳–۶۰). از سال ۱۹۶۰ تا ۱۹۶۵، رئیس پژوهش‌های مرکز ملی تحقیقات علمی فرانسه بود. در سال ۱۹۶۵ با دفاع از رساله خود در دانشگاه سوربن، به عنوان استاد جامعه‌شناسی در دانشگاه استراسبورگ انتخاب شد، جایی که او گروه علوم اجتماعی را تأسیس کرد. سپس از سال ۱۹۷۳ تا ۱۹۷۵ در کالج اروپا در بروژ و پس آن در همان سال ۱۹۷۵ در دانشگاه مونترال تدریس کرد.

## باورها
فروند با باور به دموکراسی محدود، باورمند بود دموکراسی‌سازی فزاینده، محدودیت‌های دولت را از بین می‌برد و به آن اجازه می‌دهد تا هرچه بیشتر تهاجمی شود. سیاست هیچ مسئله فرهنگی را حل نمی‌کند و مفاهیم ارزشی را بر جامعه تحمیل کند و نباید وارد امور دینی شود. با این حال، دین نیز نمی‌تواند اصول دموکراسی را تحمل کند. او همچنین به فساد زبان و استفاده از نیرنگ در دموکراسی توجه داشت:
دموکراسی تجزیه می‌کند و به دنبال آن متلاشی می‌شود.
ایده «مسوکراسی» برای اولین بار توسط فروند در سال ۱۹۷۸ علیه آن جنبه دموکراسی به کار رفت که او آن را خودباختگی می‌دانست. مسوکراسی از ریشه یونانی خود، نوعی قدرت محدودکننده با قدرت متضاد است. قدرت‌های متقابل باید قدرت را محدود کنند که پیش‌فرض یک قانون اساسی برای تضمین آزادی و آزادی «آزادی» است.
در مسوکراسی، تفکیک طبیعی قدرت وجود دارد که از هر گونه قدرت یکنواخت جلوگیری می‌کند. فروند باورمند است برای جلوگیری از جنگ داخلی، سیاست باید انحصار استفاده از خشونت را داشته باشد.

## بوروکراسی
بوروکراسی مفهومی گسترده در جامعه‌شناسی و مطالعات نظریه سازمانی دارد. گرچه امروزه، تصویری با جنبه‌های منفی از آن برجسته می‌شود ولی برای ماکس وبر، بوروکراسی دارای ویژگی‌های بسیار خاصی است که در موقعیت‌های مختلف، با بازنمایی و کاربردهای متفاوت است. بوروکراسی وبری یک نوع ایده‌آل است. به این معنا که طرحی است متشکل از ویژگی‌های نظریه‌پردازی شده که واقعیت را می‌توان با آن مقایسه کرد. عقلانیت بوروکراتیک در سازمان‌ها، به عنوان مدل کارکردی سازمان‌ها در جوامع سرمایه‌داری، دارای ویژگی‌هایی خاصی است.

### تألیف
- جوهر سیاست (سیری، ۱۹۶۵، دالوز، ۱۳۸۲، ۸۷۰ صفحه)
- جامعه‌شناسی ماکس وبر (۱۹۶۶ و ۱۹۸۳)
- اروپا اونه اشمینکه(دروکری وینکلهاگن، گوسلار، ۱۹۶۷)
- سیاست چیست؟ (سئویل، ۱۹۶۸ و ۱۹۷۸)
- ماکس وبر (مجموعه فلسفه، ۱۹۶۹)
- عصر جدید: عناصری برای نظریه دموکراسی و صلح (مارسل ریویر، ۱۹۷۰)
- حق امروز (۱۹۷۲)
- نظریه‌های علوم انسانی (۱۹۷۳)
- پارتو: نظریه تعادل (سگرز، ۱۹۷۴)
- ژرژ سورل: یک زندگینامه واقعی (زیمنس-استیفتانگ، مونیخ، ۱۹۷۷)
- مسایل جدید در سیاست روزگار ما (دانشگاه تجارت اروپا، ۱۹۷۷)،
- آرمانشهر و خشونت (مارسل ریویر، ۱۹۷۸)
- محل خشونت (کاپلی، بولونیا، ۱۹۷۹)
- پایان رنسانس (۱۹۸۰)
- بحران دولت و دیگر استودیوها (مؤسسه علوم سیاسی، سانتیاگو دی شیلی، ۱۹۸۲)
- ایده‌ها و تجربیات - فعالیت‌های اجتماعی: دیدگاه‌های یک جامعه‌شناس (مؤسسه علوم سیاسی و اجتماعی، لوون-لا-نوو، ۱۹۸۳)
- جامعه‌شناسی تضاد (۱۹۸۳)
- ایده‌ها و تجربیات (مؤسسه جامعه‌شناسی لوون-لا-نوو، ۱۹۸۳)
- انحطاط: تاریخ جامعه‌شناختی و فلسفی مقوله‌ای از تجربیات انسانی (سیری، ۱۹۸۴)
- فلسفه و جامعه‌شناسی (کابای، لوون-لا-نوو، ۱۹۸۴)
- سیاست و بی‌سیاستی (سیری، ۱۹۸۷)
- فلسفه فلسفه (کشف، ۱۹۹۰)
- مطالعاتی در مورد ماکس وبر (دروز، ژنو، ۱۹۹۰)
- مقالاتی در جامعه‌شناسی اقتصادی و سیاسی (دانشکده کاتولیک سنت لوئیس، بروکسل، ۱۹۹۰)
- ماجراجویی سیاست: مصاحبه با چارلز بلانشت (معیار، ۱۹۹۱)
- از اگوست کنت تا ماکس وبر (اکونومیکا، ۱۹۹۲)
- جوهر اقتصاد (انتشارات دانشگاه استراسبورگ، استراسبورگ، ۱۹۹۳)
- حقوق و سیاست: مقالاتی در باب فلسفه حقوق (نسخه‌های علمی ایتالیایی، ناپولی، ۱۹۹۴)
- سوم، دشمن، درگیری: مطالبی برای نظریه سیاست (گیفر، میلان، ۱۹۹۵)
- جنگ در جهان مدرن: تحلیلی کوتاه ولی انتقادی (چاپ پلوتارک، واشینگتن دی سی، ۱۹۹۶)
- صدهای نظریه سیاست (ویراستار آنتونیو پلیکانی، رم، ۲۰۰۱)
- چشم‌انداز کلی کار توسط کارل اشمیت (استروهارت و سیا، بوئنوس آیرس، ۲۰۰۲)
- نامه‌هایی از دره (منتشر نشده)
- جامعه با تضاد صنعتی (۱۹۷۷)
- آرامش ناپیدا (برای هفتاد و پنجمین سالگرد تولد کارل اشمیت) (برلین، ۱۹۷۴)
- سیاست به عنوان یک دکترین شفا (۱۹۷۴)
- دموکراسی و سیاست، (برلین، ۱۹۶۷، ۲۸۸ صفحه)
- ارزیابی جدید جنگ به عنوان ابزار سیاست خارجی پس از سال ۱۸۷۰ (۱۹۷۰)

### ترجمه‌ها
- ماکس وبر: «دانشمند و سیاستمدار»، پلون، پاریس، ۱۹۵۹.
- ماکس وبر: «مقالاتی در باب نظریه علم»، پلون، پاریس ۱۹۶۵، و آگورا / مطبوعات جیبی، ۱۹۹۲.
- ماکس وبر: «اقتصاد و جامعه»، پلون، پاریس، ۱۹۷۱.